# Muzaffar Avazov
Muzaffar Avazov (ur. ok. 1967, zm. 2002) – uzbecki działacz islamski, zamordowany w 2002 roku przez służby bezpieczeństwa.
Został aresztowany w trakcie akcji skierowanej przeciwko islamistom. Był związany z partią Hizb at-Tahrir. Umieszczono go w więzieniu Jasliq w zachodniej części Uzbekistanu. Tam był torturowany. Zginął przez ugotowanie.